# 미요시정 (도쿠시마현)
미요시정(三好町)은 도쿠시마현 북서부 요시노 강의 중류부 북안에 위치하고 있던 정이다. 2006년 3월 1일에, 미요시군 산카모정과 합병해 미요시군 히가시미요시정이 되었다.

## 역사
- 1955년 3월 21일 - 히루마정, 아시로촌이 합병해 성립하였다.
- 2006년 3월 1일 - 산카모정과 합병해 히가시미요시정이 성립하였다. 동일 미요시정은 폐지되었다.

## 교통

### 철도
정내에는 철도노선이 설치되지 않았다. 가장 가까운 역은 시코쿠 여객철도 도쿠시마 선 쓰지역

### 도로
- 도쿠시마 자동차도